# Allianz-Film
Allianz-Film GmbH war ein europäischer Filmverleih mit Sitz in Frankfurt am Main (Taunusstr. 52–60). Das 1949 gegründete Unternehmen vergab auch Produktionsaufträge, vor allem an französische Produktionen, und finanzierte sich zwischen 1950 und 1955 durch staatliche Bürgschaftskredite. Nach dem Wegfall der Bürgschaften musste das Unternehmen bereits im Dezember 1956 Konkurs anmelden. Bekannt ist die Allianz-Film GmbH unter anderen durch die „Don Camillo“-Filmreihe.
Der Konkurs der Allianz-Film GmbH im Jahr 1956 diente Georg Gnieser in seinem Artikel für die Wochenzeitung Die Zeit als Beispiel für die unökonomische Vorgehensweise hinsichtlich öffentlicher Bürgschaften für Unternehmen in der deutschen Filmindustrie. Solche Bürgschaftskredite wurden zuerst von der Deutschen Revisions- und Treuhand-AG vergeben, später von der Bürgschafts GmbH. Gnieser kritisierte die staatliche Schaffung eines „Naturschutzparks“ in dem Unternehmen der Filmwirtschaft mit öffentlichen Geldern künstlich am Leben gehalten wurden. Ähnlich kritisch urteilte Der Spiegel über die „Bonner Filmbürokratie“.

## Filme (Auswahl)
- 1950: Epilog (Erstverleih)
- 1951: Weiße Schatten (Erstverleih)
- 1951: Deutschlands Tor zur Welt (Erstverleih)
- 1953: Käpt'n Bay-Bay (Erstverleih)
- 1955: Napoleon (Erstverleih)
- 1955: Drei Mädels vom Rhein (Erstverleih)
- 1955: Stern von Rio
- 1955: Der Major und die Stiere (Produktionsfirma)
- 1956: Mein Vater, der Schauspieler (Erstverleih)